# Falk Wagner
Falk Wagner (* 25. Februar 1939 in Wien; † 18. November 1998 ebenda) war ein österreichischer evangelischer systematischer Theologe.

## Leben
Falk Wagner wuchs in Hessen auf. Er studierte zunächst Philosophie und Soziologie in Frankfurt am Main (u. a. bei Theodor W. Adorno, Bruno Liebrucks, Jürgen Habermas und Wolfgang Cramer) und später auch evangelische Theologie in Mainz (1961–1964). Seine Lehrer waren dort u. a. Herbert Braun, Gert Otto, Wolfhart Pannenberg und Hans Walter Wolff. Von 1968 bis 1969 arbeitete er als wissenschaftlicher Mitarbeiter bei der Studienstelle der Evangelischen Wirtschaftsgilde in Karlsruhe. Von 1969 bis 1972 war er Mitarbeiter am Deutschen Institut für Internationale Pädagogische Forschung in Frankfurt. 1969 promovierte er bei Wolfhart Pannenberg mit einer Arbeit über den Gedanken der Persönlichkeit Gottes bei Fichte und Hegel zum Dr. theol. Die Arbeit hatte in ihrer ursprünglichen, 1967 abgeschlossenen Fassung einen Umfang von 750 Seiten, fand aber zunächst nicht die Zustimmung Pannenbergs und wurde daraufhin von Wagner erheblich gekürzt.  Nach der Promotion legte Wagner das kirchliche Examen der evangelischen Kirche in Hessen und Nassau ab. Seine ebenfalls von Wolfhart Pannenberg betreute Habilitationsschrift von 1972 widmete sich Friedrich Schleiermachers Dialektik. Anschließend wurde er Privatdozent, Wissenschaftlicher Rat und Professor für Systematische Theologie sowie Dekan an der Evangelisch-Theologischen Fakultät der Ludwig-Maximilians-Universität München (4. Oktober 1982 – 30. September 1983 sowie vom 1. Oktober 1987 – 30. September 1988). Von 1979 bis 1988 war er Vorstandsmitglied der Gesellschaft für Christlich-Jüdische Zusammenarbeit München. 1988 erfolgte die Berufung zum Professor für Systematische Theologie A.B. an die Evangelisch-Theologische Fakultät der Universität Wien, wo er bis zu seinem Tod 1998 lehrte. Seine Abschiedsvorlesung in München hielt er am 27. Juli 1998.
Angesichts einer unheilbaren Krebserkrankung schied Wagner freiwillig aus dem Leben. Bestattet wurde er auf dem Dreifaltigkeitsfriedhof II in Berlin, nur wenige Meter vom Grab Friedrich Daniel Schleiermachers entfernt.

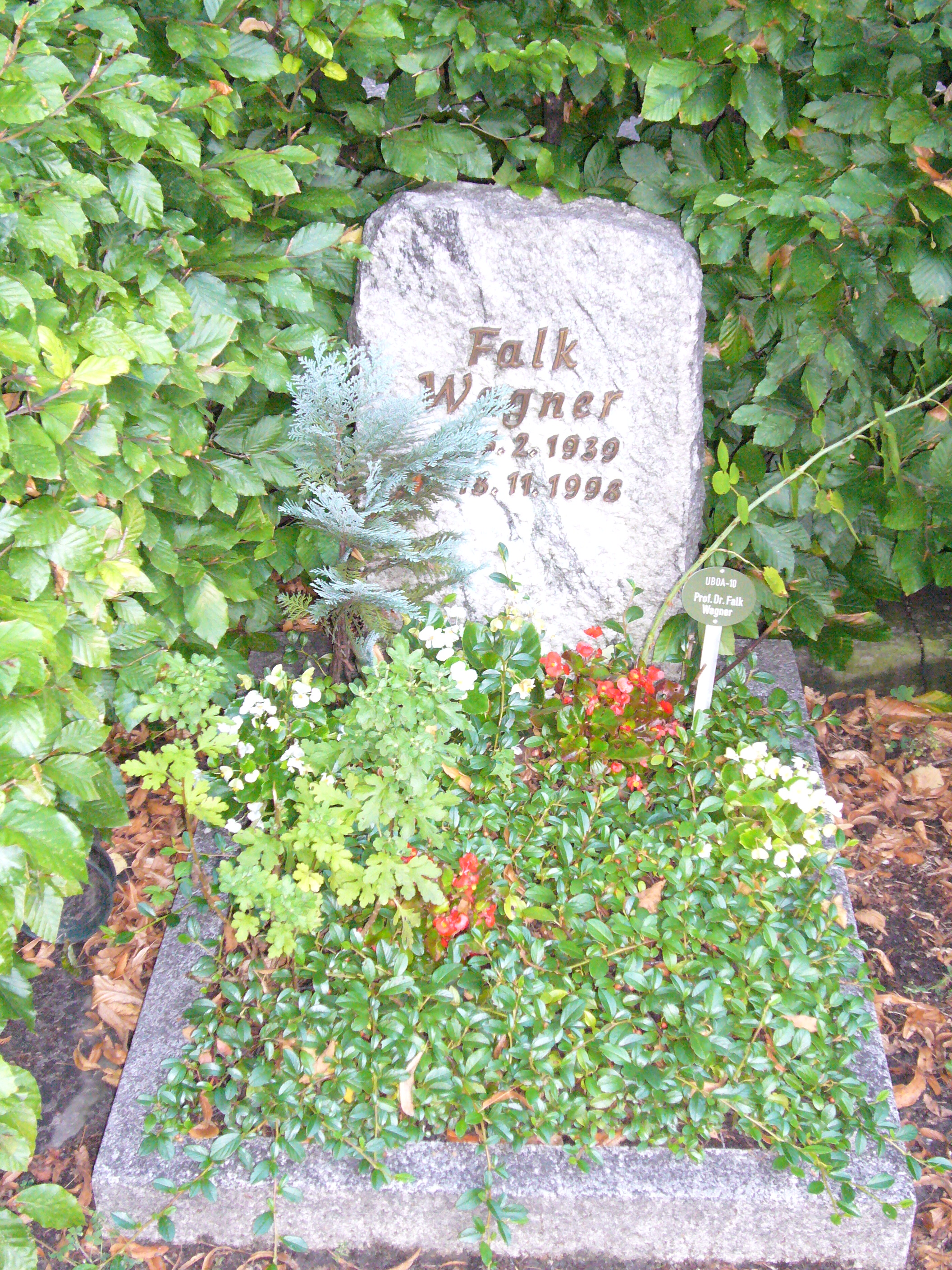
Bild des Grabes des evangelischen Theologen Falk Wagner

## Theologie
Bei Theodor W. Adorno, den Exegeten H.W. Wolff und H. Braun sowie dem Systematiker W. Pannenberg lernte Falk Wagner schnell, seinen kritischen Eifer in eine eigene theologische Position mit Hilfe der „Anstrengung des Begriffs“ umzusetzen. Wagner bemühte sich in seiner frühen Zeit vor allem im Gefolge Hegels um die Darstellung der „Aufhebung der religiösen Vorstellung in den philosophischen Begriff“ (1976), und versuchte, den „Geist neuzeitlicher Subjektivität“ in die theologische Diskussion als möglichen „Realisator oder Konkurrent[en] der christlichen Freiheit“ einzubringen (1985). Nach dem engagierten Bestreben, als bewusst spekulativer Theologe „[z]ur vernünftigen Begründung und Mitteilbarkeit des Glaubens“ vorzudringen, musste er je länger desto mehr von dem Programm einer Theologie als Verbindung einer „Theorie des Absoluten“ und „de[s] christlichen Gottesgedanke[ns]“ zurücktreten. Die  „Revolutionierung des Gottesgedankens“ (1995) im christlichen Kontext scheiterte an dem von Wagner konstatierten „Untergang des Individuums“ (1990).
Die tiefe Krise der Theologie in der Moderne, deren normativer Anspruch durch den Pluralismus nachhaltig in Frage gestellt werde, leitete Wagner zu ausgedehnten Studien vor allem auch von religionssoziologischen Ansätzen (Niklas Luhmann, Günter Dux). Damit war er Gesprächspartner vor allem in der Philosophie und Soziologie, die Anschlussfähigkeit innerhalb der Theologie blieb hingegen schwierig.
Sein großer wissenschaftlicher Entwurf war umfassend ausgelegt, sodass er nicht nur die klassischen Fragen christlicher Dogmatik (Gotteslehre, Schöpfung, Christologie, Pneumatologie, Fundamentaltheologie) ausführlich diskutierte, sondern auch wichtige ethische (Bioethik, Frieden, Wirtschaft, Dialog der Religionen) und theologiegeschichtliche Themen (vor allem zur protestantischen Theologie des 19. und 20. Jahrhunderts) aufgriff.

## Schriften
- Über die Legitimität der Mission, München 1968 (Theologische Existenz heute Bd. 154).
- Der Gedanke der Persönlichkeit Gottes bei Fichte und Hegel, Gütersloh 1971.
- Schleiermachers Dialektik. Eine kritische Interpretation, Gütersloh 1974.
- Geld oder Gott? Zur Geldbestimmtheit der kulturellen und religiösen Lebenswelt, Stuttgart 1985 (2. Aufl. Göttingen 2019, hg. v. Thomas Scheiwiller, Karl Tetzlaff = Wiener Forum für Theologie und Religionswissenschaft Bd. 18).
- Was ist Religion? Studien zu ihrem Begriff und Thema in Geschichte und Gegenwart, Gütersloh 1986 (2. Aufl. 1991).
- Die vergessene spekulative Theologie. Zur Erinnerung an Carl Daub anlässlich seines 150. Todesjahres, Zürich 1987 (2. Aufl. 1987) (Theologische Studien Bd. 133).
- Was ist Theologie? Studien zu ihrem Begriff und Thema in der Neuzeit, Gütersloh 1989.
- Zur gegenwärtigen Lage des Protestantismus, Gütersloh 1995 (2. Aufl. 1995).
- Religion und Gottesgedanke, Frankfurt a. M. 1996 (Beiträge zur rationalen Theologie Bd. 7).
- als Herausgeber zusammen mit Michael Murrmann-Kahl: Ende der Religion – Religion ohne Ende? Zur Theorie der „Geistesgeschichte“ von Günter Dux. Passagen Verlag, Wien 1996.
- Metamorphosen des modernen Protestantismus, Tübingen 1999.
- Vorlesung über Christologie (Wintersemester 1989/90 in Wien). In: Christian Danz, Michael Murrmann-Kahl (Hrsg.): Zwischen historischem Jesus und dogmatischem Christus, Tübingen 2010, S. 309–401 (Dogmatik in der Moderne Bd. 1).(2. Auflage 2011)
- Zur Revolutionierung des Gottesgedankens. Texte zu einer modernen philosophischen Theologie. Aus dem Nachlaß ediert von Christian Danz und Michael Murrmann-Kahl, Tübingen 2014.
- Christentum in der Moderne. Ausgewählte Aufsätze. Herausgegeben von Jörg Dierken und Christian Polke, Tübingen 2014 (= Dogmatik in der Moderne Bd. 9).
- Fünf Thesenpapiere von Falk Wagner, herausgegeben von Michael Murrmann-Kahl. In: Zeitschrift für neuere Theologiegeschichte (ZNThG) / Journal for the History of Modern Theology (JHMTh), Jg. 28 (2021), S. 299–318.

Bibliographien
- Chronologische Bibliographie Falk Wagner (1939–1998), erstellt von Michael Murrmann-Kahl. In: Christian Danz, Jörg Dierken, Michael Murrmann-Kahl (Hrsg.): Religion zwischen Rechtfertigung und Kritik, Frankfurt a. M. 2005, S. 203–223 (Beiträge zur rationalen Theologie Bd. 15).
- Kommentiertes Verzeichnis der Publikationen Wagners. In: Kathrin Mette: Selbstbestimmung und Abhängigkeit. Studien zu Genese, Gehalt und Systematik der bewusstseins- und kulturtheoretischen Dimensionen von Falk Wagners Religionstheorie im Frühwerk  (= Dogmatik in der Moderne Bd. 6), Tübingen 2013, S. 258–296.